# 中医師
中医師（ちゅういし, traditional Chinese physician）とは、中国の伝統医学である中医学を実践する医師のことで、香港を含む中華人民共和国や台湾、アメリカ合衆国などにおける国家資格である。
1982年の「三台の馬車政策」により、中国の医師教育には3種類の方法が行われるようになり、(1) 西洋医学の医師、(2) 西洋医学と中医学を併用する医師、(3) 中医学専門の医師と分別されるようになった。中医師の中にも専門職があり、中薬漢方での治療を主に行う中医師、針灸治療を主に行う針灸医師、推拿医師、気功専門コースなどがあり、日本のはり師・きゅう師・あん摩師の資格とも近からず遠からずである。
教育内容としては、中医学専門の場合でも、西洋医学：中医学＝6：4であり、日本の鍼灸学校と似た比率であるが、解剖や技術指導、臨床実習などの点から言えば、中国は遥かに内容が充実している。ただし、日本から留学することで資格を得ても、日本で中国の資格は使えないため、留学生は非常に困難な状況である。もちろん、日本国の医師免許やあん摩師等各資格を保有する者が中医学留学を行う場合はこの限りではない。

## 歴代の中医師に対する要求

### 政府
中国の歴代の王朝は古来より中医師の職務、制度を設置した。体制、官品は各々の王朝によって異なるが、どの時代の中医師も基本的に病気治療、医事業務を取り扱った。
周の時代「医之政令」により医師上士、下士に分けられた。秦時代には太医令がおかれた。前漢、後漢、曹魏時代には太常、少府にはみな太医令が置かれた。太常の者は様々な官職の者に対して医療を行い、少府に属するものは宮廷において病気の治療に当たった。隋唐時代には太医署が設置され、宋時代には医官院が置かれ、金時代には改名され太医院となった。その後元、明、清朝とそのまま継続されて利用される。

### 民間
師弟伝授方式で知識、技術が伝えられた。医術だけでなく医徳をもって医療に対することが大切ととかれた。
唐時代の名医孫思邈は「備急千金薬方」の《大医習業》と《大医精誠》の二篇の中で、詳細に治療方法と医徳について述べられている。

## 中医師資格取得方法

### 中国本土
中医師資格、助理中医師資格に分けられる。中医薬大学もしくは中医学院を卒業後、中医師資格試験に合格する必要がある（例年合格率約80%）。

### 香港
近年始まった。香港中医薬管理委員会主催。テストは筆記試験と臨床試験に分けられる。2005年筆記試験合格率36%、臨床試験合格率65.5%。現在の香港の中医師は“表列中医師”（「中医薬条例」実施前にすでに香港で仕事をしていたが中医師資格試験を受けていない中医師）と“登記中医師”（中医資格試験に合格した中医師）に分けられる。

### 澳門
澳門の住人で中医薬大学または大学院を卒業し、衛生局に免許申請すればすぐに資格が取れる。試験は必要ない。申請人は卒業証書、学位証書、卒業成績表が必要。診療所を開業したい場合、免許発行後、営業する診療所の詳細資料を提出し、衛生局の検査通過後開業できる。

### 台湾

#### 第一類
中華民国教育部許可の中医薬大学で学位証書を取得後、中医師専技試験に合格する必要がある（合格率80%）。

#### 第二類
中華民国（台湾）国民満22歳であれば誰でも受験できる試験（中医薬大学を卒業する必要はない）。合格率1,2%で世界で一番難しい中医師試験となっている。あまりの難しさのため2011年（民国100年）をもって第2類中医師資格取得体系は終了した。
日本統治時代前は中医師とは呼ばず漢医師と呼ばれる。

### アメリカ合衆国
州によって条件が異なる。